# ارين ماكسويل
ارين ماكسويل (بالإنجليزية: Warren Maxwell)‏ هو متزلج فني بريطاني، ولد في 15 ديسمبر 1952.

## وصلات خارجية
- ارين ماكسويل على موقع أوليمبيديا (الإنجليزية)